# Melania Starsza
Melania Starsza (ur. 342 w Rzymie; zm. ok. 410 w Jerozolimie) – ascetka chrześcijańska, założycielka klasztoru na Górze Oliwnej.
Melania poślubiła Waleriusza Maksymusa, który w latach 361–363 pełnił urząd prefekta Rzymu. Po owdowieniu i zgonie dwojga dzieci oddała syna Publikolę pod opiekę, a następnie w 372 wyjechała do Egiptu. Prowadziła tam życie pustelnicze. W 374 przybyła do Jerozolimy i założyła klasztor na Górze Oliwnej. Melania studiowała Biblię, pisma Orygenesa i Ojców kapadockich. Prowadziła działalność charytatywną. W 399 powróciła do Rzymu. W czasie pobytu w Italli spotkała się z Paulinem z Noli i Augustynem z Hippony. W 408 powróciła do Jerozolimy. Palladiusz poświęcił jej trzy rozdziały w swojej Historia Lausiaca. Jej wnuczką była Melania Młodsza.